# Tampermonkey
Tampermonkey es un donationware userscript manager que está disponible como una extensión. Este software permite al usuario agregar y usar userscripts, que son programas JavaScript que se pueden usar para modificar páginas web.

## Historia
Tampermonkey fue creado por primera vez en mayo de 2010 por Jan Biniok. Primero surgió como un script de usuario de Greasemonkey que se envolvió para admitir Google Chrome. Eventualmente, el código se reutilizó y se publicó como una extensión independiente para Chrome que tenía más funciones que la compatibilidad con scripts nativos de Chrome. En 2011, Tampermonkey se transfirió a Android, lo que permitió a los usuarios usar scripts de usuario en el navegador interno de Android. Para 2019, Tampermonkey tenía más de 10 millones de usuarios. Tampermonkey es una de las 33 extensiones en Chrome Web Store que tiene al menos 10 millones de usuarios.

### Chrome manifest V3
En enero de 2019, Biniok escribió en una publicación de Google Groups que el nuevo Chrome manifest V3 rompería la extensión. El nuevo manifiesto prohibiría el código de acceso remoto del que depende Tampermonkey. Los scripts de usuario usan código creado por desarrolladores que no están en Google y, en su lugar, lo crean desarrolladores externos en lugares como Userscripts.org y Greasyfork. Este código se inserta después de instalar la extensión, sin embargo, el manifiesto requiere que el código esté presente en la instalación.

## Controversia
El 6 de enero de 2019, Opera prohibió la instalación de la extensión Tampermonkey a través de Chrome Web Store, alegando que había sido identificada como maliciosa. Más tarde, Bleeping Computer pudo determinar que una pieza de adware llamada "Gom Player" instalaría la versión Chrome Web Store de Tampermonkey y probablemente utilizaría la extensión para facilitar la inyección de anuncios u otros comportamiento malicioso. El sitio declaró: "Esto no significa que Tampermonkey sea malicioso, sino que un programa malicioso está utilizando un programa legítimo para el mal comportamiento", y luego calificó la inclusión de la extensión en la lista negra de Opera por esta razón como una "decisión extraña".